# Decumano superior

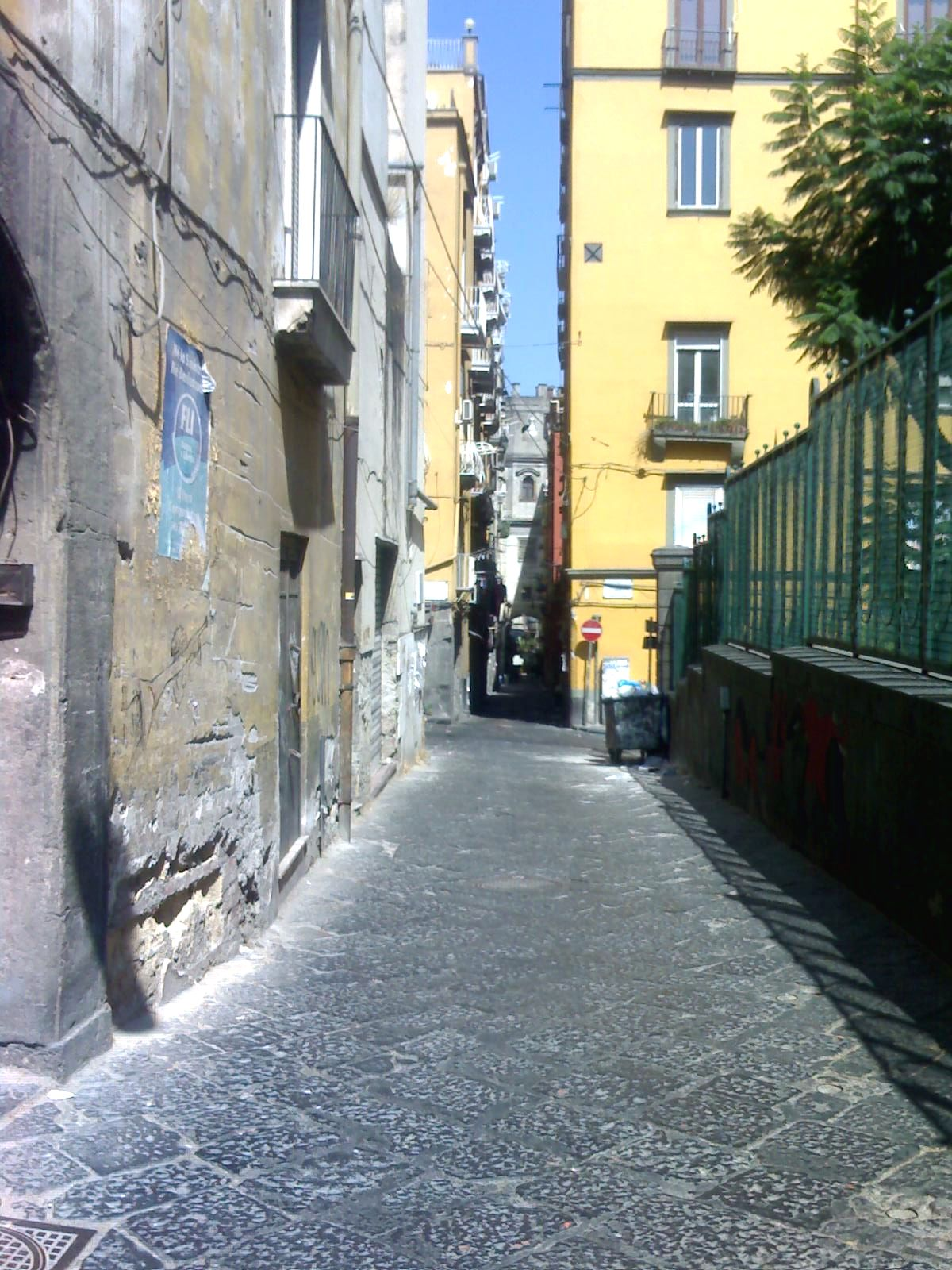
Via della Sapienza

El decumano superior (en italiano, decumano superiore) es, junto al decumano mayor y al decumano inferior, una de las tres calles de la época griega que cruzaban, por toda su longitud, la antigua ciudad de Neápolis (Νεάπολις), hoy Nápoles, en Italia.
Es uno de los más importantes decumanos de Nápoles aunque, debido a las numerosas alteraciones subidas a lo largo de los siglos, el trazado de la carretera no es "linear" en diversos puntos, habiéndose perdido su aspecto original.

## Historia y descripción
Es el "decumano" de la antigua Neápolis ubicado más arriba y corresponde a las actuales Via della Sapienza, Via dell'Anticaglia (que recibe su nombre por las estructuras a arco de ladrillo de refuerzo de la cávea del teatro romano de Neápolis) y Via Santi Apostoli.

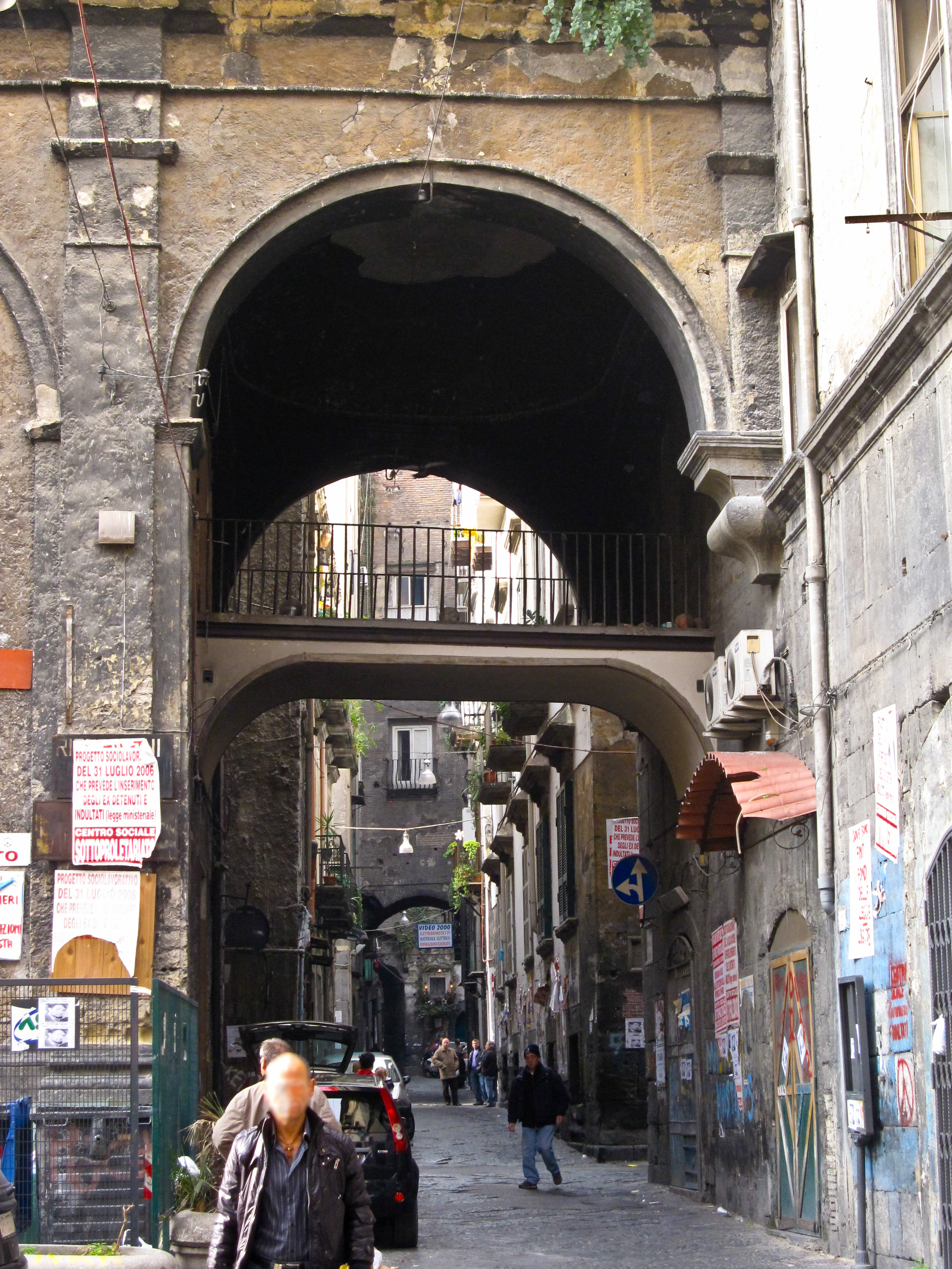
Via dell'Anticaglia

A lo largo del trazado del decumano superior se conservan notables estructuras y muros de la época griega o romana imperial, además de varios edificios de culto y civiles de gran importancia.

### Edificios
- Iglesia de Santa Maria della Sapienza;
- Palazzo Bonifacio a Regina Coeli;
- Iglesia de Santa Maria Regina Coeli;
- Palazzo Pisanelli;
- Iglesia de Santa Maria di Gerusalemme;
- Hospital de los Incurables;
- Teatro romano de Neápolis;
- Palazzo Caracciolo di Avellino;
- Iglesia de San Giuseppe dei Ruffi;
- Palacio Arzobispal;
- Iglesia de Santa Maria Donnaregina Nuova;
- Iglesia de Santa Maria Ancillarum;
- Iglesia de los Santi Apostoli;
- Iglesia de Santa Sofia.[1][2][3][4]